# Radulf II. z Lusignanu
Radulf II. z Lusignanu (francouzsky Raoul II de Lusignan, † 1246) byl pán z Issoudounu a hrabě z Eu.

## Život
Narodil se jako prvorozený syn Radulfa z Lusignanu a jeho druhé choti Alice, dcery a dědičky Jindřicha z Eu. Po otcově smrti roku 1219 se ujal hrabství Eu a krátce poté se oženil s Johanou Burgundskou. Manželství netrvalo dlouho, Johana brzy zemřela. Druhou manželkou se stala Jolanda z Dreux, která Radulfovi porodila jedinou dceru a pozdější dědičku Marii. Zemřela roku 1239 a Radulf se záhy znovu oženil s Filipou z Dammartinu. Zemřel roku 1246 a byl pohřben v cisterciáckém klášteře Foucarmont, nekropoli hrabat z Eu.